# Карманія (сатрапія)
30°17′27″ пн. ш. 57°04′04″ сх. д. / 30.2907° пн. ш. 57.0679° сх. д.
Карманія (грец. Καρμανία) - одна з сатрапій імперії Амехемнідів, утворена в межах стародавньої історичної області з такою ж назвою, яка розташовується на півдні сучасного Ірану.
Межувала на заході з сатрапією Персидою, на півночі з Парфією, на сході з Гедрозією, а на півдні з Перською затокою.
Вперше згадана в античних працях істориком Полібієм, Геродот у своїй «Історії» згадує деяких германіїв, яких можна віднести до жителів Карманії. Арріан відраховує берегову лінію від гирла Анаміс (Мінаб) на захід 3700 стадій (740 км).
Північна частина вкрай пустельна. Південна - навпаки дуже родюча. Арріан згадував Карманію у своїй праці «Індія», де розповідав про безліч квітучих виноградників. Головне місто має ту саму назву, що і в давнину Керман. У сучасному Ірані він є столицею залишку Керман.
Очевидно, Карманію до імперії Ахеменідів приєднав ще Кір II Великий, але у Бехістунської написи Дарія I Великого, де міститься список всіх областей, підвладних перському цареві, про неї немає згадки. З цього можна зробити висновок, що область входила до складу сатрапії Гедрозія.
У IV столітті до н. е. отримала статус сатрапії.
Після смерті Олександра Македонського Карманія стала частиною імперії Селевкідів. Після цього - Парфії, а потім імперії Сасанідів. Християнство тут існувало недовго - близько століття (VI - VII століття). 
Після завоювання арабами імперії Сасанідів, на всій території колишньої держави набула поширення нова віра — іслам.